# Cálibes

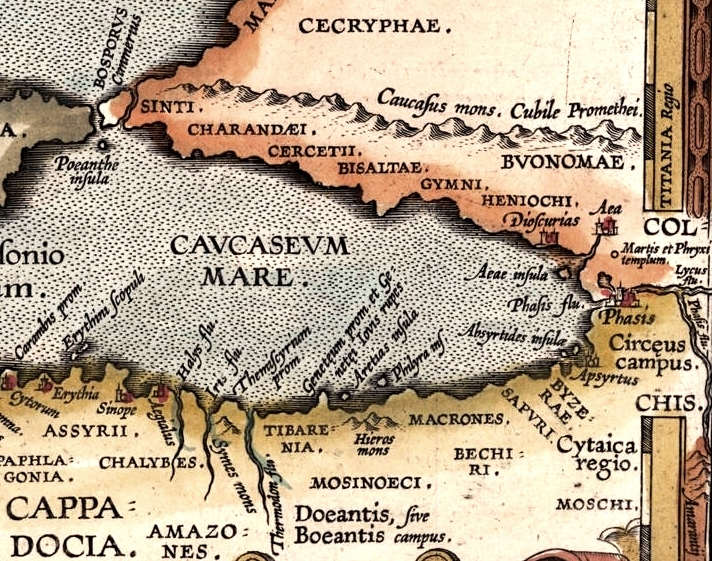
Mapa de Abraham Ortelius de 1624 donde aparece la posible ubicación de los cálibes.

Los cálibes eran los miembros de un pueblo de la Antigüedad que vivían en una zona del norte de Anatolia.
Desde la Antigüedad había controversia con respecto a su ubicación exacta, puesto que Demetrio de Escepsis indicaba que vivían en el interior pero Estrabón opinaba que una parte de ellos habitaba en la zona costera del Mar Negro. Apolonio de Rodas, por otra parte, los menciona entre los territorios junto a los que pasaron los Argonautas en su viaje hacia la Cólquide en busca del vellocino de oro. Esquilo, sin embargo, los ubicaba cerca de los escitas. Este autor incide en el salvajismo de los cálibes. Plinio el Viejo los denomina armenocálibes y los ubica a continuación de la ciudad de Trapezunte. El Periplo de Pseudo-Escílax los ubicaba junto a los tibarenos y sitúa en su territorio el puerto de Genetes, la ciudad de Estamenia y el cabo y la ciudad de Jasonio.
No cultivaban tierras ni tenían ganado, sino que se dedicaban a la pesca y a la minería, principalmente la del hierro, que fundían e intercambiaban por otras mercancías. Estrabón los ubica a la altura de Farnacia e indica que recibían el nombre de caldeos. Además, los relacionaba con los «halizones» mencionados por Homero en el catálogo de los troyanos de la Ilíada, puesto que este señalaba que procedían de Álibe y que de allí procedía la plata, aunque otros autores discutían que los halizones tuvieran que identificarse con los cálibes.
Heródoto los cita entre los pueblos que habían sido sometidos por Creso, rey de Lidia.
En el 401 a. C., los griegos de la Expedición de los Diez Mil llegaron al territorio de los cálibes, que era vecino de lo que en aquellos tiempos era Armenia y también del país de los tibarenos. Atravesaron su territorio en siete etapas y tuvieron algunos combates con ellos. Los cálibes llevaban corazas de lino, grebas, cascos, cuchillos y lanzas. Acostumbraban a degollar a aquellos a los que vencían. En aquella época eran súbditos de los mosinecos.

## Relación con el hierro
Los cálibes, junto con los tibarenios, se cuentan entre las primeras naciones que desarrollaron la forja del hierro, según los autores clásicos. Χάλυψ, el nombre étnico en griego antiguo, significa «hierro templado, acero», un término que pasó al latín como chalybs, «acero».